# Йоаким Хома
Йоаким Хома (хресне ім'я Йосиф; 6 березня 1870, Пряшів — 31 серпня 1931, Ужгород) — український церковний діяч, ієромонах-василіянин, протоігумен василіянської Провінції святого Миколая на Закарпатті (1906—1931, від 1921 — для нереформованих василіян). Ініціатор проведення реформи василіянських монастирів на Закарпатті, яку здійснили василіяни з Галичини.

## Життєпис
Йосиф Хома народився 6 березня 1870 року в Пряшеві в сім'ї Петра Хоми та його дружини Анни з дому Богатш (Bohats). Його батько працював столярем. Після завершення початкової й середньої освіти в Пряшеві, Йосиф вступив до монастиря на Чернечій горі біля Мукачева, де 17 серпня 1885 року постригся в ченці і отримав чернече ім'я Йоаким. Склавши тимчасові обіти, розпочав богословські студії в Ужгородській єпархіальній семінарії, де навчався впродовж чотирьох років.
Після завершення богословських студій, за браком відповідного віку до свячень, ще рік навчався у Марія-Повчанській монастирській школі і 22 вересня 1892 року склав вічні обіти, а в празник Покрови того ж року, отримав священничі свячення з рук владики Юлія Фірцака. Після свячень був призначений до Мукачівського монастиря на вчителя новиків (магістра). Крім того 1893 року протоігумен Інокентій Левканич довірив йому ще й уряд провінційного секретаря, який він виконував аж до обрання на протоігумена. У 1894 році став також провінційним радником.
Обов'язки вчителя новиків, провінційного секретаря й радника о. Йоаким Хома виконував до 1906 року, коли на капітулі був обраний на уряд протоігумена. Основним завданням його діяльності як протоігумена було підняти з упадку Василіянський Чин на Закарпатті. Незважаючи на численні труднощі, довів закарпатських василіян до бажаної реформи, яка розпочалась у 1921 році і спричинилася до їхнього повного відродження. Сам о. Йоаким Хома, за порадою настоятелів, не підпорядкувався вимогам реформи, але як протоігумен нереформованих василіян переїхав до Ужгородського монастиря, де зайнявся письменницькою працею.
Помер 31 серпня 1931 року в Ужгороді.

## Творчість

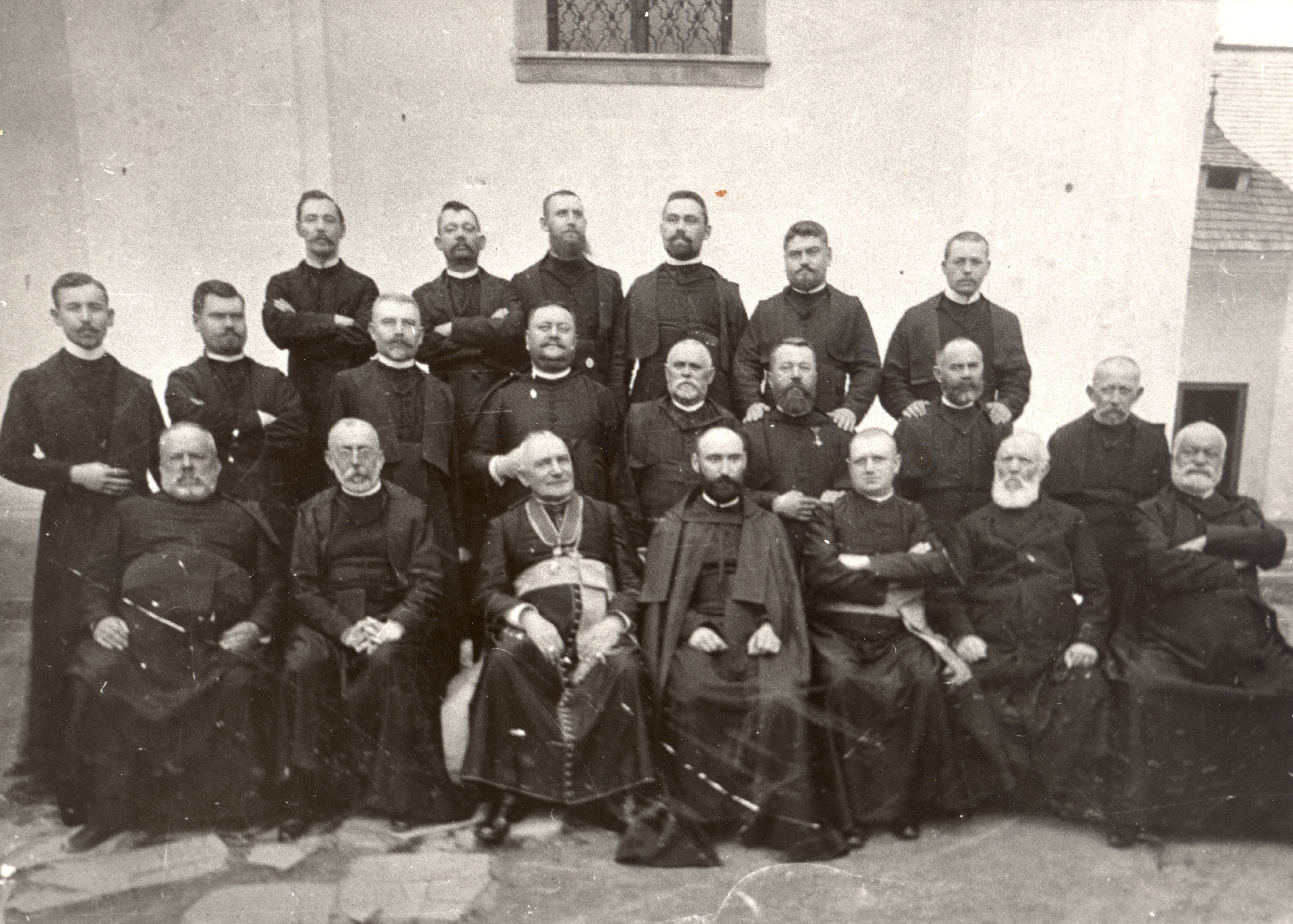
Учасники василіянської провінційної капітули в Краснобрідському монастирі, 1909 рік. Отець Йоаким Хома сидить у центрі в першому ряді

Отець Йоаким Хома ще як провінційний секретар у 1894—1906 роках, займався письменницькою працею, дописуючи час від часу до духовно-релігійного журналу «Листок» і популярної газети «Наука». Часто виступав на захист інтересів свого Чину на сторінках місцевої мадярської преси. Зацікавившись монастирською старовинною бібліотекою й архівом, написав коротку історію закарпатських василіян, що появилася під заголовком: «Чин святого Василія в Мадярщині» у колективній мадярськомовній праці «Католицька Мадярщина», 1902 року.
Уклав обʼємний молитовник під назвою «Марія-Повчанскій Паломник», у якому зібрав багато молитов і пісень на честь Марія-Повчанської Богородиці, який зʼявився друком 1907 року. У вступі до молитовника подав цінну історію чудотворної Марія-Повчанської ікони Матері Божої. Був музикантом (грав на цимбалах) і знавцем літургнійних обрядів і церковного співу. Зібрав і записав під ірмологійні ноти закарпатські наспіви, які видав окремою книгою «Простопініе по преданію иноков ЧСВВ области Карпаторускія» (Мукачево 1930). Щорічно укладав для єпархії «Церковний Устав», в якому були детально зібрані різні приписи типика щодо літургійних відправ на всі неділі і свята церковного року. «Устав» друкувався в Ужгородській василіянській друкарні і був призначений не тільки для Мукачівської, але також для Пряшівської, Крижевецької та Пітсбурзької єпархій. Перед смертю ще встиг завершити такий «Устав» на 1932 рік. У 1930 році став редактором релігійно-популярного місячника «Благовістник».